# 博納卡島

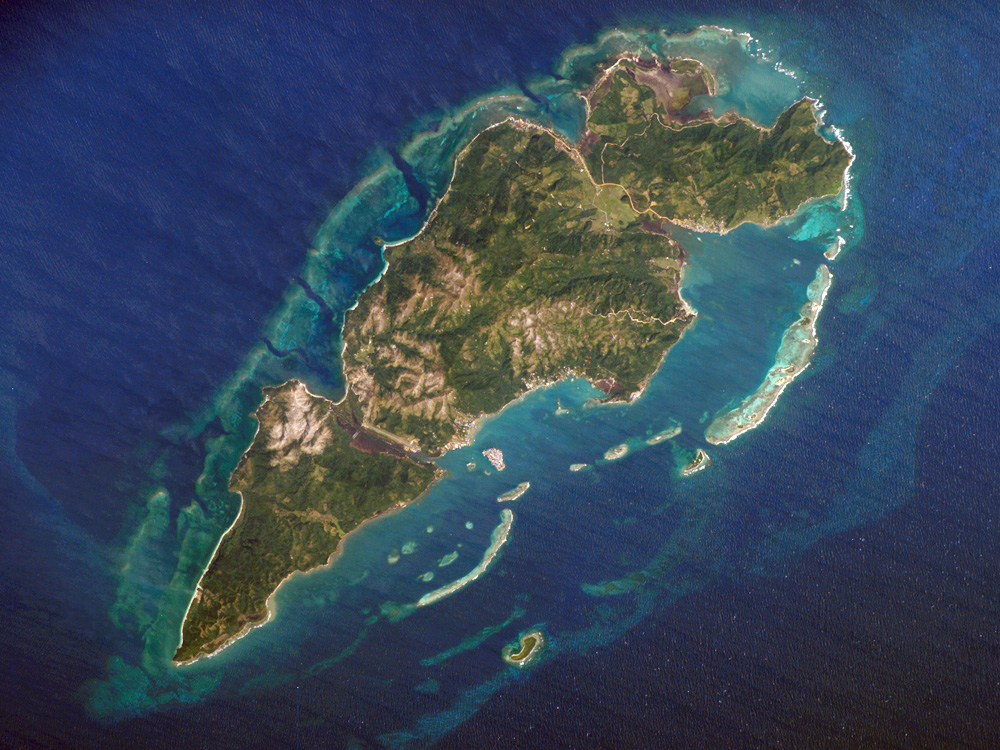

博納卡島是洪都拉斯的島嶼，位於瓜納哈島東南300米的加勒比海，由海灣群島省負責管轄，長0.46公里、寬0.23公里，面積0.06平方公里，最高點海拔高度1米，人口約5,000。